# Países Baixos nos Jogos Olímpicos de Verão de 1960
Os Países Baixos competiu nos Jogos Olímpicos de Verão de 1960, realizados em Roma, Itália.